# Río Nhamundá
El río Nhamundá es un río amazónico brasileño, un afluente de la margen norte (izquierda) del río Amazonas. Casi todo su curso forma la frontera natural entre el estado de Pará y el estado de Amazonas. Tiene una longitud de 470 km.

## Geografía
El río Nhamundá es un río de aguas negras que  tiene sus fuentes en la sierra Jatapu. Discurre en dirección sureste, en un curso paralelo al del río Jatapú, por el oeste, y el río Mapuera, por el este, bordeando la sierra Jatapu por su vertiente oriental. Atraviesa el territorio indígena de Nhamundá-Mapuera, donde se encuentra la localidad de Posto Funai, a orillas del río. Sigue luego aguas abajo, ensanchando cada vez más hasta convertirse casi en un lago, en la desembocadura, donde baña las ciudades de Terra Santa (15.885 hab. en 2008), Sao Francisco de Chagas, Faro (18.710 hab.  en 2008) y Nhamundá (18.198 hab. en 2008), que le da nombre. En esta zona el río es navegable, siendo la principal vía de comunicación entre las ciudades citadas. En esta parte baja es donde recibe su principal afluente, el río Piratucu.
Desagua en el río Amazonas por la margen izquierda, entre el río Uatumá y el río Trombetas.